# BAFTA (премия, 1954)
7-я церемония вручения наград премии BAFTA

Лондон, Англия
Лучший фильм: 

Запрещённые игры 

Jeux interdits
Лучший британский фильм: 

Женевьева 

Genevieve
< 6-я Церемонии вручения 8-я >
7-я церемония вручения наград премии BAFTA за заслуги в области кинематографа за 1953 год состоялась в Лондоне в 1954 году.
В номинации «Лучший фильм» были представлены киноленты из США («Отныне и во веки веков», «Злые и красивые», «Вернись, малышка Шеба», «Могамбо», «Римские каникулы», «Шейн», «Лили», «Юлий Цезарь» и «Яркий свет солнца»), Франции («Запрещённые игры» и «Все мы убийцы»), Италии («Медиум» и «Два гроша надежды»), один фильм совместного производства Франции и Италии («Маленький мир Дона Камилло») и пять картин из Великобритании, также попавшие в категорию «Лучший британский фильм».
Сертификата заслуг (англ. Certificate of Merit) удостоились режиссёр и актёр Эрих фон Штрогейм, кинооператор Томас Стобарт (за работу над фильмом «Покорение Эвереста»), а также документальные фильмы A Queen Is Crowned и Elizabeth Is Queen.
Ниже приведён полный список победителей и номинантов премии с указанием имён режиссёров и актёров, а также оригинальных и русскоязычных названий фильмов. Названия фильмов и имена кинодеятелей, победивших в соответствующей категории, выделены жирным шрифтом и отдельным цветом.
| Фильмы                                          |                                |                                         |                                |
| Категория                                       | Фильм — русскоязычное название | Фильм — оригинальное название           | Режиссёр                       |
| Лучший фильм                                    | • «Запрещённые игры»           | Jeux interdits                          | Рене Клеман                    |
| Лучший фильм                                    | • «Вернись, малышка Шеба»      | Come Back, Little Sheba                 | Дэниэл Манн                    |
| Лучший фильм                                    | • «Все мы убийцы»              | Nous sommes tous des assassins          | Андре Кайат                    |
| Лучший фильм                                    | • «Два гроша надежды»          | Due soldi di speranza                   | Ренато Кастеллани              |
| Лучший фильм                                    | • «Женевьева»                  | Genevieve                               | Генри Корнелиус                |
| Лучший фильм                                    | • «Жестокое море»              | The Cruel Sea                           | Чарльз Френд                   |
| Лучший фильм                                    | • «Злые и красивые»            | The Bad and the Beautiful               | Винсент Миннелли               |
| Лучший фильм                                    | • «Лили»                       | Lili                                    | Чарльз Уолтерс                 |
| Лучший фильм                                    | • «Маленькие похитители»       | The Little Kidnappers                   | Филип Ликок                    |
| Лучший фильм                                    | • «Маленький мир дона Камилло» | Le Petit monde de Don Camillo           | Жюльен Дювивье                 |
| Лучший фильм                                    | • «Медиум»                     | Il medium                               | Джанкарло Менотти              |
| Лучший фильм                                    | • «Могамбо»                    | Mogambo                                 | Джон Форд                      |
| Лучший фильм                                    | • «Мулен Руж»                  | Moulin Rouge                            | Джон Хьюстон                   |
| Лучший фильм                                    | • «Отныне и во веки веков»     | From Here to Eternity                   | Фред Циннеман                  |
| Лучший фильм                                    | • «Римские каникулы»           | Roman Holiday                           | Уильям Уайлер                  |
| Лучший фильм                                    | • «Суть дела»                  | The Heart of the Matter                 | Джордж Мор О’Ферролл           |
| Лучший фильм                                    | • «Шейн»                       | Shane                                   | Джордж Стивенс                 |
| Лучший фильм                                    | • «Юлий Цезарь»                | Julius Caesar                           | Джозеф Л. Манкевич             |
| Лучший фильм                                    | • «Яркий свет солнца»          | The Sun Shines Bright                   | Джон Форд                      |
| Лучший британский фильм                         | • «Женевьева»                  | Genevieve                               | Генри Корнелиус                |
| Лучший британский фильм                         | • «Жестокое море»              | The Cruel Sea                           | Чарльз Френд                   |
| Лучший британский фильм                         | • «Маленькие похитители»       | The Little Kidnappers                   | Филип Ликок                    |
| Лучший британский фильм                         | • «Мулен Руж»                  | Moulin Rouge                            | Джон Хьюстон                   |
| Лучший британский фильм                         | • «Суть дела»                  | The Heart of the Matter                 | Джордж Мор О’Ферролл           |
| Лучший документальный фильм                     | • «Покорение Эвереста»         | The Conquest of Everest                 | Джордж Лоу                     |
| Лучший документальный фильм                     | • «Белая грива: Дикая лошадь»  | Crin blanc: Le cheval sauvage           | Альбер Ламорис                 |
| Лучший документальный фильм                     | • «Бесконечный мир»            | World Without End                       | —                              |
| Лучший документальный фильм                     | • «Водоплавающие»              | Water Birds                             | Бен Шарпстин                   |
| Лучший документальный фильм                     | • «Во льдах океана»            | —                                       | Александр Згуриди              |
| Лучший документальный фильм                     | • «Милле Милья»                | Mille miglia                            | Билл Мэйсон                    |
| Лучший документальный фильм                     | • —                            | Teeth of the Wind                       | —                              |
| Лучший документальный фильм                     | • —                            | Operation Hurricane                     | —                              |
| Лучший документальный фильм                     | • —                            | Images Mediaevales                      | —                              |
| Лучший документальный фильм                     | • —                            | Kumak, The Sleepy Hunter                | —                              |
| Специальная награда Special Award               | • «Транспортировка в Канаду»   | The Romance of Transportation in Canada | Колин Лоу                      |
| Специальная награда Special Award               | • «Сад наслаждений»            | The Pleasure Garden                     | Джеймс Бротон                  |
| Специальная награда Special Award               | • —                            | The Dog and the Diamonds                | Ральф Томас                    |
| Специальная награда Special Award               | • —                            | Johnny on the Run                       | Льюис Гилберт                  |
| Специальная награда Special Award               | • —                            | Full Circle                             | —                              |
| Специальная награда Special Award               | • —                            | The Figurehead                          | —                              |
| Специальная награда Special Award               | • —                            | Little Boy Blew                         | —                              |
| Специальная награда Special Award               | • —                            | The Moving Spirit                       | —                              |
| Награда объединённых наций United Nations Award | • «Бесконечный мир»            | World Without End                       | —                              |
| Награда объединённых наций United Nations Award | • —                            | Johnny on the Run                       | Льюис Гилберт                  |
| Награда объединённых наций United Nations Award | • —                            | Teeth of the Wind                       | —                              |
| Актёрские работы                                |                                |                                         |                                |
| Категория                                       | Имя                            | Фильм — русскоязычное название          | Фильм — оригинальное название  |
| Лучший британский актёр                         | • Джон Гилгуд                  | «Юлий Цезарь»                           | Julius Caesar                  |
| Лучший британский актёр                         | • Дункан Макрэй                | «Маленькие похитители»                  | The Little Kidnappers          |
| Лучший британский актёр                         | • Кеннет Мор                   | «Женевьева»                             | Genevieve                      |
| Лучший британский актёр                         | • Тревор Ховард                | «Суть дела»                             | The Heart of the Matter        |
| Лучший британский актёр                         | • Джек Хокинс                  | «Жестокое море»                         | The Cruel Sea                  |
| Лучший иностранный актёр                        | • Марлон Брандо                | «Юлий Цезарь»                           | Julius Caesar                  |
| Лучший иностранный актёр                        | • Эдди Альберт                 | «Римские каникулы»                      | Roman Holiday                  |
| Лучший иностранный актёр                        | • Клод Лейдю                   | «Дневник сельского священника»          | Journal d’un cure de campagne  |
| Лучший иностранный актёр                        | • Марсель Мулуджи              | «Все мы убийцы»                         | Nous sommes tous des assassins |
| Лучший иностранный актёр                        | • Грегори Пек                  | «Римские каникулы»                      | Roman Holiday                  |
| Лучший иностранный актёр                        | • Спенсер Трейси               | «Актриса»                               | The Actress                    |
| Лучший иностранный актёр                        | • Ван Хефлин                   | «Шейн»                                  | Shane                          |
| Лучшая британская актриса                       | • Одри Хепбёрн                 | «Римские каникулы»                      | Roman Holiday                  |
| Лучшая британская актриса                       | • Селия Джонсон                | «Рай капитана»                          | The Captain’s Paradise         |
| Лучшая иностранная актриса                      | • Лесли Карон                  | «Лили»                                  | Lili                           |
| Лучшая иностранная актриса                      | • Ширли Бут                    | «Вернись, малышка Шеба»                 | Come Back, Little Sheba        |
| Лучшая иностранная актриса                      | • Мала Пауэрс                  | «Медиум»                                | Il medium                      |
| Лучшая иностранная актриса                      | • Мария Шелл                   | «Суть дела»                             | The Heart of the Matter        |
| Самый многообещающий новичок                    | • Норман Уиздом                | «Неприятности в лавке»                  | Trouble in Store               |
| Самый многообещающий новичок                    | • Колетт Маршан                | «Мулен Руж»                             | Moulin Rouge                   |